# Bakhmut
Bakhmut (ukrainsk: Бахму́т, ukrainsk udtale: [bɐxˈmut]; russisk: Бахму́т), i 1924-2016 Artemivsk' (ukrainsk: Артемівськ) eller Artyomovsk' (russisk: Артёмовск), er en by og det administrative centrum af Bakhmut rajon i Donetsk oblast i Ukraine. Den 4. februar 2016 bekræftede Ukraines Verkhovna Rada byens navneændring ved at vende tilbage til det oprindelige navn. Før 2020 var Bakhmut en By af regional betydning. Den ligger ved floden Bakhmutka ca. 89 km fra det administrative centrum for Donetsk oblast, Donetsk.
Byen har en befolkning på omkring 72.310 (2021).

## Historie
Under Krigen i Donbass i 2014 gjorde pro-russiske separatister fra Folkerepublikken Donetsk krav på byen Artemivsk som en del af deres territorium. Ukrainske styrker generobrede byen sammen med Druzhkivka den 7. juli 2014.

### 2022
Under ruslands invasion af Ukraine 2022 blev Bakhmut i maj en frontlinjeby og bliver regelmæssigt beskudt af den russiske hær. Ifølge Associated Press ville "en indtagelse af Bakhmut bryde Ukraines forsyningslinjer og åbne en rute for russiske styrker til at trænge videre mod Kramatorsk og Sloviansk, centrale ukrainske højborge i Donetsk-provinsen. "
I maj var der ifølge de lokale myndigheder omkring 20.000 mennesker tilbage i byen. Rusland prioriterede Bakhmut som sin vigtigste offensiv indsats frem til august 2022. I en analyse af offensiven i december sagde det britiske forsvarsministerium: "Indtagelsen af byen ville have begrænset operationel værdi, selv om det potentielt ville give Rusland mulighed for at true de større byområder Kramatorsk og Sloviansk. "

Ukrainske styrker holder i midten af december 2022 stadig fast i byen, der er blevet kaldt det 21. århundredes værste slagmark